# Азиз, Рамон
Рамо́н Ази́з (англ. Ramon Azeez; 12 декабря 1992, Абуджа) — нигерийский футболист, полузащитник. Выступал в сборной Нигерии.

## Клубная карьера
Родился 12 декабря 1992 года в городе Абуджа. Воспитанник футбольной академии «Фьючер Про Академи».
В профессиональном футболе дебютировал в 2011 году, выступая выступлениями за команду «Альмерия Б». Свой первый матч он сыграл против «Барселоны Б», выйдя на замену, его команда одержала волевую победу со счётом 5:4, однако сам Азиз был удалён с поля. Всего в команде он провёл два сезона, приняв участие в 59 матчах чемпионата. Большую часть времени, проведённого в составе второй команды «Альмерии», был основным игроком команды.
В составе главной команды «Альмерии» дебютировал 30 августа 2013 года, сыграв в матче Ла-Лиги против «Эльче» (2:2). 21 декабря он забил свой первый гол за клуб, принеся «Альмерие» победу с минимальным счётом над «Реал Бетис». Он также забил во второй встрече между двумя командами, на 94-й минуте Азиз установил окончательный счёт матча 3:2 в пользу своей команды.
В сезоне 2014/15 Азиз играл мало, а его команда вылетела в низшую лигу. В июне 2015 года он попросил выставить себя на трансфер, и после неудачной попытки подписать профессиональный контракт в августе его обратно отправили в резерв.
26 января 2016 года Азиз вернулся в основной состав после согласования профессионального контракта, а его клуб от зоны вылета отделило одно очко.
13 июля 2017 года Азиз, будучи свободным агентом, перешёл в другой клуб второго дивизиона, «Луго».
1 февраля 2019 года он присоединился к «Гранаде», подписав контракт на 3,5 года. 21 сентября Азиз в матче с действующим чемпионом «Барселоной» открыл счёт ударом головой с близкого расстояния после навеса Антонио Пуэртаса, его команда одержала неожиданную победу со счётом 2:0. В феврале 2021 года он был отдан в аренду «Картахене» до конца сезона второго дивизиона.

## Выступления за сборные
В 2009 году Азиз дебютировал в составе юношеской сборной Нигерии, принял участие в 7 играх на юношеском уровне, отметившись одним голом.
В течение 2011—2012 годов привлекался в состав молодёжной сборной Нигерии. На молодёжном уровне сыграл в 9 официальных матчах, забил 1 гол.
3 февраля 2014 года дебютировал в составе национальной сборной Нигерии в товарищеском матче против Мексики, который завершился безголевой ничьей. Азиз попал в заявку сборной на чемпионат мира по футболу 2014 и сыграл в матче против Ирана, закончившемся безголевой ничьей.
В сентябре 2019 года Азиз снова был вызван в сборную Нигерии после пятилетнего перерыва.